# Катастрофа Boeing 727 под Кабулом
Катастрофа Boeing 727 под Кабулом — авиационная катастрофа, произошедшая 19 марта 1998 года. Лайнер Boeing 727-228 авиакомпании Ariana Afghan Airlines выполнял чартерный пассажирский рейс по маршруту Шарджа—Кандагар—Кабул, но при посадке в аэропорту Кабула в плохих погодных условиях врезался в гору Шарки-Баратайи. Погибли все находившиеся на борту 45 человек (35 пассажиров и 10 членов экипажа). Предполагается, что рейс мог выполняться в целях контрабанды или в интересах исламских боевиков, поскольку авиакомпания Ariana Afghan Airlines в то время контролировалась Исламским Эмиратом Афганистан, возглавляемым движением «Талибан».

## Самолёт
Boeing 727 (регистрационный номер YA-FAZ, серийный 22288, заводской 1712) был выпущен Boeing в 1980 году (первый полёт совершил 22 января 1981 года). 6 февраля 1981 года был передан авиакомпании Air France под регистрационным номером F-GCDG, а затем авиакомпании Ariana Afghan Airlines, где получил регистрационный номер YA-FAZ. Оснащён тремя турбовентиляторными двигателями Pratt & Whitney JT8D-15.

## Катастрофа
Самолёт выполнял чартерный пассажирский рейс из Шарджы (ОАЭ) в Кабул (Афганистан) с промежуточной посадкой в Кандагаре (Афганистан). При заходе на посадку в аэропорту назначения самолёт врезался в гору Шарки-Баратайи на высоте 820 метров около 13:00 по местному времени. В результате катастрофы погибли все находившиеся на борту 10 членов экипажа и 35 пассажиров. В момент катастрофы дальность видимости была низкой, шёл снег и дождь.

## Последствия
Во время спасательной операции правительственные силы и официальные лица Ariana Afghan Airlines, как сообщается, вынесли 32 мешка для тел и ещё 15 мешков с частями тел, найденными на горе. Спасательные работы были отложены из-за плохой погоды и пожара на месте катастрофы, до 15:00 по местному времени следующего дня. Спасательная операция также оказалась затруднена из-за наземных мин, установленных в этом районе во время Афганской войны. Официальный представитель Ariana заявил 20 марта, что на борту самолёта находились 32 пассажира и 13 членов экипажа.
На месте катастрофы были обнаружены бортовые самописцы разбившегося лайнера. Однако официального отчёта о причинах катастрофы не последовало, как и сообщений о судьбе самописцев. Возможно, это следствие международной изоляции режима талибов, в то время действовавшего в Афганистане.
Катастрофа стала одним из нескольких происшествий, приведших к запрету Ariana Afghan Airlines совершать полёты в страны Евросоюза.

## Связь рейса с «Талибаном» и «Аль-Каидой»
Согласно статье Los Angeles Times, опубликованной в ноябре 2001 года, этот рейс, возможно, был одним из нескольких рейсов, выполнявшихся с целью контрабанды оружия, денег, наркотиков и боевиков-исламистов между Шарджей, Пакистаном и Афганистаном. Сообщается, что среди пассажиров этих рейсов были боевики как «Аль-Каиды», так и «Талибана», который управлял большей частью Афганистана в период с 1996 по 2001 годы, а также укрывало Усаму бен Ладена. Будучи режимом, который контролировал большую часть флота и активов Ariana, а также аэропорты в Кандагаре и Кабуле, талибам было легче совершать полёты с целью предоставления боевикам поддельных удостоверений экипажа и сотрудников. Согласно статье Los Angeles Times, пилоты этого конкретного рейса, возможно, сами были талибами. В сюжете рассказывается об инциденте в августе 1996 года, когда ополченцы Ахмада Шаха Масуда остановили самолёт Boeing 727 авиакомпании Ariana, который собирался вылететь из аэропорта Джелалабада, загруженный опиумом, спрятанным в грузе древесины. Сообщается, что сотрудники разведки США были осведомлены об этих полётах и о том, как режим талибов использовал Ariana Afghan Airlines.